# Kachemak
|  | Per a altres significats, vegeu «Badia Kachemak». |

Kachemak, conegut localment com a Kachemak City, és un municipi d'Alaska (Estats Units) que el 2010 tenia 472 habitants.